# Jizan (stad)
Jizan (Arabisch: جازان , Jazān) is een stad in Saoedi-Arabië en is de hoofdplaats van de provincie Jizan.
Bij de volkstelling van 2004 telde Jizan 100.694 inwoners.
Abha · Al-Bahah · Bariq · Buraidah · Dammam · Dhahran · Hail · Jeddah · Jizan · Jubail · Al-Kharj · Khobar · Medina · Mekka · Najran · Riyad · Tabuk · Taif · Unayzah · Yanbu
Saoedi-Arabië · Provincies